# Борн Іван Мартинович
Іва́н Марти́нович Борн  (*20 вересня 1778, Везенберг — †1851, Штутгарт) — російський поет-просвітитель, послідовник Радіщева.
Народився 20 вересня 1778 року в Естляндському повітовому місті Везенберг.
Один із засновників та керівників «Вільного товариства аматорів словесності, наук і мистецтв».
З 1816 до 1820 жив в Штутгарті, а з 1820 до 1830 — в Ольденбурзі, потім знов в Штутгарті. Будучи за кордоном, Борн багато подорожував Європою. Кілька разів (в 1830, 1837 і 1844 роках, згідно з записами в щоденнику) він на приїжджав в Петербург. Помер Борн в Штутгарті в лютому 1851 року.
Найкращі з поезії Борна — «На смерть Радіщева», «Ода Калістрата» (1803). Автор «Короткого посібника з російської словесності» (1808).